# Saint-Même-le-Tenu
Saint-Même-le-Tenu foi uma comuna francesa na região administrativa da Pays de la Loire, no departamento de Loire-Atlantique. Estendia-se por uma área de 18,27 km². Em 2010 a comuna tinha 1 152 habitantes (densidade: 63,1 hab./km²).
Em 1 de janeiro de 2016, passou a formar parte da comuna de Machecoul-Saint-Même.